# Gastrocotyle japonica
Gastrocotyle japonica är en plattmaskart. Gastrocotyle japonica ingår i släktet Gastrocotyle och familjen Gastrocotylidae. Inga underarter finns listade i Catalogue of Life.